# Cryptochrysa auripennis
Cryptochrysa auripennis är en fjärilsart som beskrevs av William Schaus 1912. Cryptochrysa auripennis ingår i släktet Cryptochrysa och familjen nattflyn. Inga underarter finns listade i Catalogue of Life.